# 線状集落

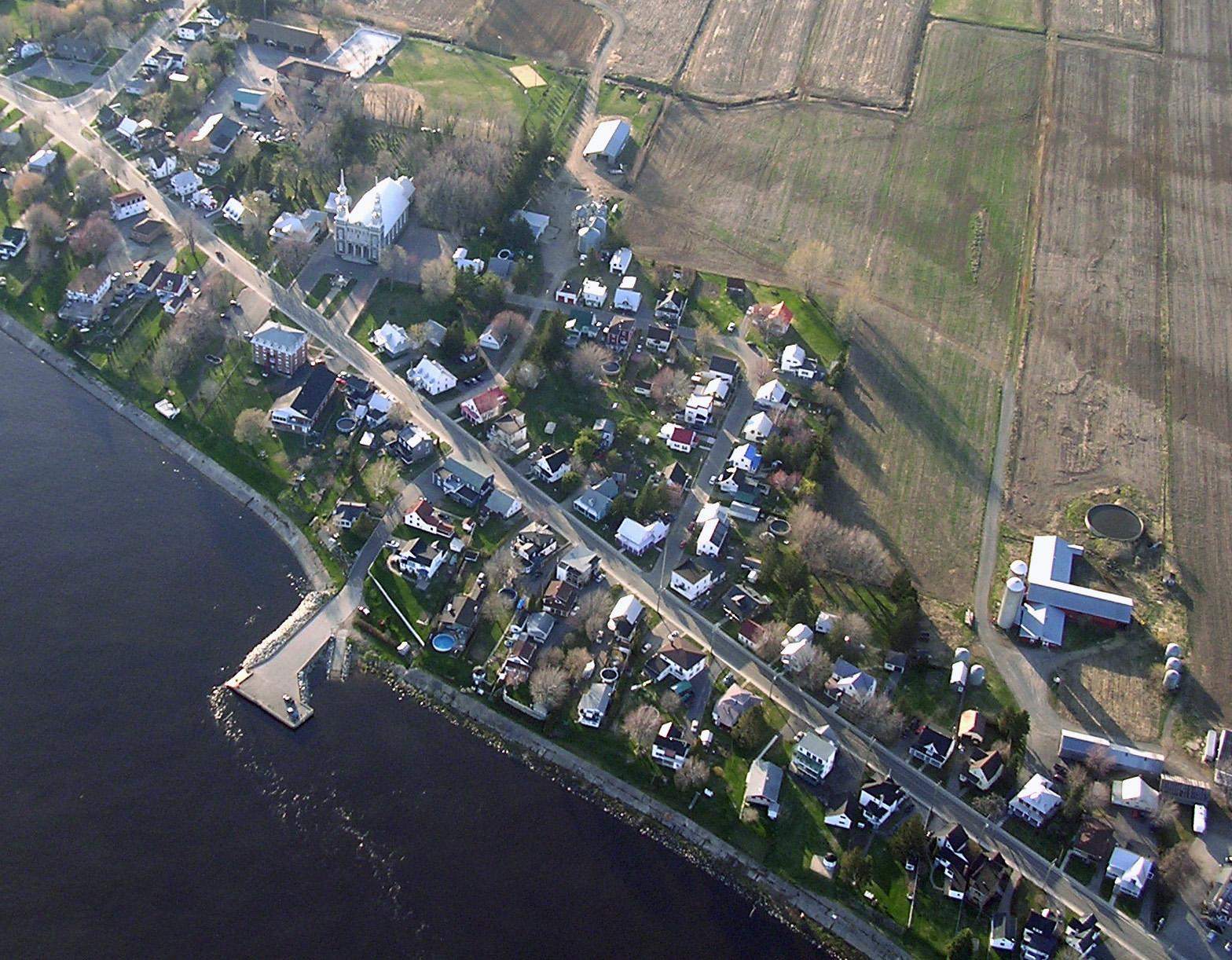
線状集落として発展した、カナダケベック州のセントローレンス川沿いの集落シャンプラン (Champlain)。

線状集落（せんじょうしゅうらく）、線形集落（せんけいしゅうらく、英語: linear settlement）は、長い線のような形状をとる、（通常は小規模から中規模の）集落、ないしは建物群を指す地理学の用語。多くの場合は、道路、河川、運河といった交通路に沿って発達しているが、香港のヴィクトリア市のように、海岸線や山地、丘陵、峡谷など、地形的な制約からこの形状をとる例もある。線状集落には、明確な集落の中心となる道路の接続点や集落中心の緑地（グリーン）にあたるものが明瞭ではないこともある。線状集落は細長い形状をとる。交通路沿いに形成される線状集落の場合、集落の成立より先に交通路が成立しているのが普通であり、宿駅などの機能をもった線状集落が交通路沿いに発達する。多くの場合は、1本の街路を挟んで両側に建物が並ぶことになり、イングランドのノーフォーク州マイルハム (Mileham) の集落は、その典型である。この段階からさらに集落の成長が続けば、主要街路から脇に入って行く街路が発達して、少し離れた区域の市街化が進むことになる。マージーサイド州サウスポートは、このように発達した集落の例である。
線状集落の形成は、町が主要交通路沿い外へ向かって拡大していくリボン・デベロップメント (ribbon development) と対比される。

## 街村
街村（がいそん、英語: linear village）は、線状集落の形態をとる村を指す表現である。
さらに日本語では、門前町、市場町、宿場町など交通路の活動に関係が深い商業的性格が強いものを「街村」、農家が沿道に集中するものを「路村（ろそん）」として、使い分ける場合もある。